# حصن رقب (بعدان)

تعديل مصدري - تعديل

حصن رقب هي إحدى قرى عزلة الحرث بمديرية بعدان التابعة لمحافظة إب، بلغ تعداد سكانها 264 نسمة حسب تعداد اليمن لعام 2004.